# Duke Nukem II
Duke Nukem II — компьютерная игра в формате сайд-скроллер в жанре платформер. Является второй игрой в серии Duke Nukem. Разработана компанией Apogee Software. Издана впервые 3 декабря 1993 года для ПК с ОС MS-DOS.

## Сюжет
После победы над Доктором Протоном (англ. Dr. Proton) Дюк Нюкем купается в лучах славы, дает бесконечные интервью и владеет собственной линейкой сувениров. Во время одного из таких интервью его похищают пришельцы под названием Ригелатины (англ. Rigelatins), они хотят использовать мозг Дюка, чтобы организовать нападение на Землю. Однако, ему удается сбежать и начать свою борьбу за освобождение Земли от пришельцев.

## Геймплей
Геймплей мало изменился относительно первой игры серии. Точно также игрок исследует уровень, стреляет в разные объекты, собирает предметы (некоторые из них потребуются в дальнейшем) и ищет выход из уровня. В зависимости от того, выполнено особое условие или нет, в конце уровня может предоставляться бонус, которых всего семь. В конце каждого восьмого уровня происходит схватка с боссом. Если в первой игре Доктор Протон действовал также как любой другой враг, то в Duke Nukem II у боссов появились свои шаблоны поведения, однако, несмотря на это, они не являются серьёзными препятствиями. Новшеством в геймплее является необходимость уничтожать следящие за Дюком спутники, без уничтожения которых Дюк не может закончить уровень. В игру добавлены новые виды оружия, а параметры старого изменены. Впрочем, возможность переключения на предыдущее оружие не предусмотрена, из-за чего невозможна экономия зарядов более мощного оружия. Также Дюк теперь умеет передвигаться ползком, стрелять вверх, пользоваться лестницами. Геймплей в целом немного быстрее, чем в предыдущей игре. Также в игре представлен выбор из трех уровней сложности.
В дизайне уровней произошли изменения. Уровни в целом стали немного больше и разнообразнее, нежели в первой игре серии. В одном из уровней, где действие происходит в городе, пострадавшем от землетрясения, по мере продвижения Дюка по уровню, руины зданий рушатся, освобождая герою путь. Также в игре присутствуют вполне оригинальные уровни, например, когда Дюк летает на корабле и может свободно перемещаться, или когда Дюк прорывается через вражеские силы, расчищая себе путь стрельбой из лазерной пушки. Однако, в игре по-прежнему имеются уровни по типу невзрачных лабиринтов.
Графика в игре использует бо́льшее количество цветов. Разнообразие графических тайлов увеличено, ввиду чего уровни выглядят более уникальными. Однако, многие уровни по-прежнему представляют собой скучные лабиринты, в которых легко заблудиться. Спрайты несколько увеличены, что, в случае нахождения врагов зоны видимости, может дезориентировать. В интерфейс игры добавлен радар для помощи игроку в подобных ситуациях, но он бесполезен, поскольку не показывает всей необходимой информации.
Подвергся изменению и образ главного героя. Дюк Нюкем в этой игре ещё не полностью соответствует своему образу из Duke Nukem 3D, но уже приближается к нему. Дюк одет в красную майку, но ещё не носит солнцезащитные очки. Он довольно разговорчив в катсценах между эпизодами, но его речь не столь грубая, как мачизмы в Duke Nukem 3D.
В целом в геймплей Duke Nukem II не внесено каких-то больших новшеств, основные изменения касаются доработок оригинальной концепции.

## Критика
| Иноязычные издания                   | Иноязычные издания | Иноязычные издания | Иноязычные издания |
| Издание                              | Оценка             | Оценка             | Оценка             |
| Издание                              | GBC                | iOS                | PC                 |
| ------------------------------------ | ------------------ | ------------------ | ------------------ |
| AllGame                              |                    | [ 3 ]              | [ 4 ]              |
| IGN                                  | 9,0/10             |                    |                    |
| Pocket Gamer                         |                    | [ 6 ]              |                    |
| What's on iPhone                     |                    | [ 7 ]              |                    |
| examiner.com                         |                    |                    | [ 2 ]              |
| Alles uber Computer- und Videospiele |                    |                    | 9/12               |

Duke Nukem II представляет собой примерно то же, что и первая игра серии, только в расширенном виде. Удачные стороны игры стали ещё лучше, но в то же время недостатки остались неустраненными. По мнению издания Hardcore Gaming 101, именно эта игра является «вершиной 2D-игр от Apogee», причем немногие shareware-игры «способны с ней сравниться». Duke Nukem II следует «включать в любой хит-парад игр для DOS». По мнению журналиста сайта Examiner.com, эта игра — «достойный последователь первой игры», представляющий собой «яркий пример того как хорошая игра становится ещё лучше.» При переиздании библиотеки игр Apogee Software через Steam образ Дюка был дополнен солнцезащитными очками, а элемент интерфейса игрового экрана с подсказками был заменен на статичное изображение его лица.
В рецензии на версию игры для Game Boy Color журналист IGN Крейг Харрис (англ. Craig Harris) отмечает, что эта игра была написана специально для этой приставки, поэтому доступная на ней палитра цветов использована максимально. Ситуации, в которые на некоторых уровнях попадает герой, журналисту напомнили игру Metal Slug. Он оценивает Duke Nukem II как «один из лучших сайд-скроллеров на Game Boy Color». Однако, есть у игры и негативные стороны. Одной из таких является ощутимое замедление, когда на экран попадает более четырёх врагов. По мнению журналиста, это может напоминать о днях, когда была актуальна приставка NES. В целом журналист положительно оценивает эту версию Duke Nukem II, однако его несколько опечалило отсутствие в игре оцифрованной речи.
Издание Pocket Gamer в рецензии на версию Duke Nukem II для iOS сомневается в том, что эта игра «обладает вневременными качествами», чтобы просто «быть в боевой форме», не говоря уже о соответствии современным требовательным стандартам. Эта игра обладает неправильно сконфигурированным управлением и имеет внешний вид, заставляющий пожелать лучшего, что оставило рецензента в недоумении относительно того, нужно ли было вообще выпускать эту версию. В издании What’s on iPhone рассуждают о том, что за свою цену эта игра направлена в основном на повзрослевших геймеров, которые «хотят снова прикоснуться к игре, которая была одним из первопроходцев компьютерных игр.» Также, по мнению издания, она подойдет тем из юного поколения, «кто хочет дать ей шанс.»